# P-адична експонента
p-адичната експонента е математическа функция, p-адичен аналог на експоненциалната функция на комплексните числа. Подобно на случая с комплексните числа, тя има обратна функция, наричана p-адичен логаритъм.
Аналогично на комплексната експонента, p-адичната експонента се дефинира върху множеството на p-адичните числа Cp чрез:
{\displaystyle \exp _{p}(z)=\sum _{n=0}^{\infty }{\frac {z^{n}}{n!}}}.
За разлика от комплексния случай обаче, при който редът е сходим за цялата комплексна равнина, expp е сходима само върху диска:
{\displaystyle |z|_{p}<p^{-1/(p-1)}}.
Редът
{\displaystyle \log _{p}(1+x)=\sum _{n=1}^{\infty }{\frac {(-1)^{n+1}x^{n}}{n}}},
е сходящ за x в Cp, когато |x|p < 1, и дефинира p-адичния логаритъм logp(z) за |z − 1|p < 1.